# 蘇里南國旗
蘇里南國旗是由綠-白-紅-白-綠五條橫條組成，比例為2:1:4:1:2。紅條中間有一黃色五角星。 
啟用於1975年11月25日，當日蘇利南宣佈獨立。星星代表各種族，紅條代表進步和愛，綠條代表希望和富庶，白色代表正義和平。

## 1975年前的旗帜
苏里南独立前的旗帜，也即荷属圭亚那的旗帜，是由用一个椭圆连接的五颗不同颜色的星星组成的。彩色的五角星代表这苏里南的主要族群：美洲原住民、殖民的欧洲人、被当作奴隶带来的黑人和以雇佣工人身份到来的印度教徒、爪哇族和华人；椭圆则代表了各族群间的和谐关系。此外，还有基于此旗的总督用旗帜。 

1959-1975年国旗
总督用旗
总理用旗，1975-1988
总统用旗

### 荷属苏里南国旗设计草案
荷属苏里南时期，有如下几种国旗设计方案：

苏里南荷兰殖民地的拟议国旗
1920-1966年总督旗帜

### 苏里南国旗设计草案
苏里南独立后，有如下几种国旗设计方案：

苏里南国旗设计草案之一
苏里南国旗设计草案之二
苏里南国旗设计草案之三
苏里南国旗设计草案之四